# وایلد هورس (کلرادو)
وایلد هورس (به انگلیسی: Wild Horse) یک منطقهٔ مسکونی در ایالات متحده آمریکا است که در شهرستان شاین، کلرادو واقع شده‌است. وایلد هورس ۱٬۳۶۴ متر بالاتر از سطح دریا واقع شده‌است.